# Ilex tenuis
Ilex tenuis är en järneksväxtart som beskrevs av Chang Jiang Tseng. Ilex tenuis ingår i släktet järnekar, och familjen järneksväxter. Inga underarter finns listade i Catalogue of Life.